# Marc Sangnier
Marc Sangnier (3. dubna 1873 Paříž — 28. května 1950 tamtéž) byl francouzský publicista a politik katolické orientace.
Pocházel ze zámožné a silně věřící pařížské rodiny, dědeček Charles Lachaud byl významným advokátem. Jako student École Polytechnique založil spolu s Paulem Renadinem roku 1894 hnutí Le Sillon (Brázda), usilující o reformu katolické církve, konkrétně ve francouzských podmínkách o její sblížení se sekulární většinou společnosti. Hnutí vydávalo stejnojmenný časopis, v němž Sangnier hlásal svoje přesvědčení, že křesťanství není v rozporu s ideály Velké francouzské revoluce. Papež Pius X. vydal roku 1910 encykliku Notre charge apostolique, v níž sillonismus odsoudil, hnutí se poté rozpadlo.
Roku 1912 založil Sangnier politickou stranu Liga mladé republiky, jejímž programem byl křesťanský socialismus, vydával list La Démocratie. Zúčastnil se první světové války v hodnosti poručíka, za statečnost získal válečný kříž. V letech 1919 až 1924 byl nezávislým poslancem Národního shromáždění. Usiloval o sociální reformy jako dostupnost vzdělání pro všechny a práva žen, kritizoval francouzskou poválečnou okupaci Porúří. Založil Mezinárodní demokratický mírový kongres, byl také průkopníkem budování levných ubytoven pro cestující mládež, v roce 1929 byla díky němu otevřena první z nich v Boissy-la-Rivière. Od roku 1932 vydával společně s René Cassinem časopis L'Éveil des peuples. Za druhé světové války se zapojil spolu s kolegou z těchto novin Émilienem Amaurym do aktivit Résistance, okupanti ho zatkli a krátce drželi ve věznici Fresnes. Po válce byl poslancem za umírněně katolické Mouvement républicain populaire. Zemřel roku 1950 ve svém domě na Boulevard Raspail.
Jeho syn Jean Sangnier byl novinář, oceněný za odbojové aktivity Řádem čestné legie, druhý syn Paul Sangnier byl etnograf, věnující se terénnímu výzkumu jihoamerických Indiánů. Jean založil Institut Marc-Sangnier zabývající se odkazem jeho otce, po kterém je také pojmenována Avenue Marc-Sangnier ve 14. pařížském obvodu.